# 두수

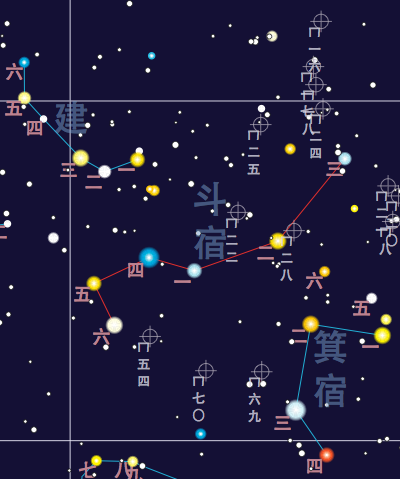
두수(斗宿)

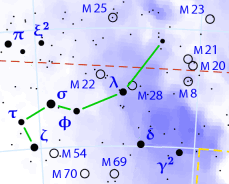
두수(斗宿)

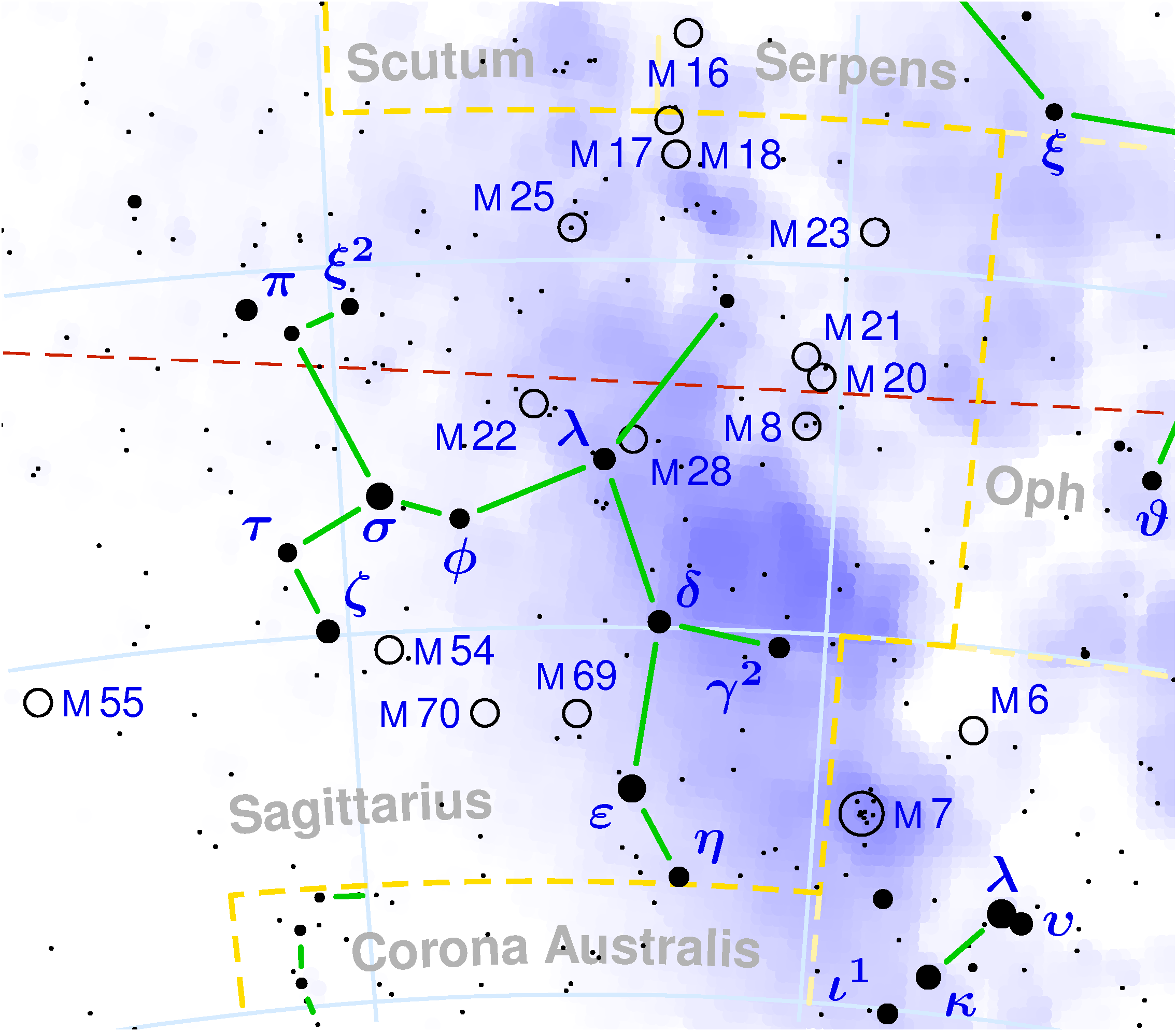
궁수자리와 두수(斗宿)

두수(斗宿)는 동아시아의 별자리인 이십팔수의 하나이다. 북방현무 7수(宿) 중 첫 번째에 해당된다. 서양 별자리의 궁수자리의 일부에 해당된다.

## 두수를 포함한 별자리
두수를 포함한 별자리는 다음과 같다.
| 별자리   | 한자     | 별 개수 | 위치         | 별의 색 | 의미                              |
| -------- | -------- | ------- | ------------ | ------- | --------------------------------- |
| 두, 남두 | 斗, 南斗 | 6       | 궁수자리     | 주홍색  | 하늘의 사당, 하늘의 기틀          |
| 천변     | 天弁     | 9       |              | 주홍색  | 시정(市政)을 맡은 관리의 장       |
| 립, 건   | 立, 建   | 6       | 궁수자리     | 주홍색  | 하늘의 수도(首都)의 관문          |
| 별       | 鱉       | 14      | 남쪽왕관자리 | 주홍색  | 물에서 사는 충(蟲)                |
| 천계     | 天雞     | 2       |              | 검은색  | 기후와 때를 관장                  |
| 천약     | 天籥     | 8       |              | 누런색  | 하늘의 자물쇠                     |
| 구국     | 狗國     | 4       |              | 오색    | 중국 변방의 선비·오환·옥저를 관장 |
| 천연     | 天淵     | 10      |              | 누런색  | 관개(灌漑)를 관장                 |
| 구       | 狗       | 2       |              | 검은색  | 도둑을 지키기 위해 짖는 일        |
| 농장인   | 農丈人   | 1       |              | 검은색  | 농사를 선도하여 장려하는 관리     |

## 같이 보기
- 남두육성

## 참고 문헌
- 권근 외, 『천상열차분야지도』, 서운관(書雲觀), 1395
- 이문규, 《고대 중국인이 바라본 하늘의 세계》, 문학과 지성사, 2000
- 이순지 저, 김수길.윤상철 역,《천문류초》, 대유학당, 1998
- 박창범, 《하늘에 새긴 우리역사》, 김영사, 2002